# 史夫人 (南吳太祖)
史夫人（9世纪？—919年），名不详，齐鲁人。五代十国南吳太祖杨行密妾，生南吴烈祖杨渥与南吴高祖杨渭。
初封武昌郡君，杨渥嗣位，尊为太夫人。杨渥被废杀后杨渭继位，武义元年（919年）尊為太妃，同年卒。